# 共立トランスポート
共立トランスポート株式会社（きょうりつトランスポート）は、大阪府大阪市東淀川区に本社を置く運送会社。

## 概要

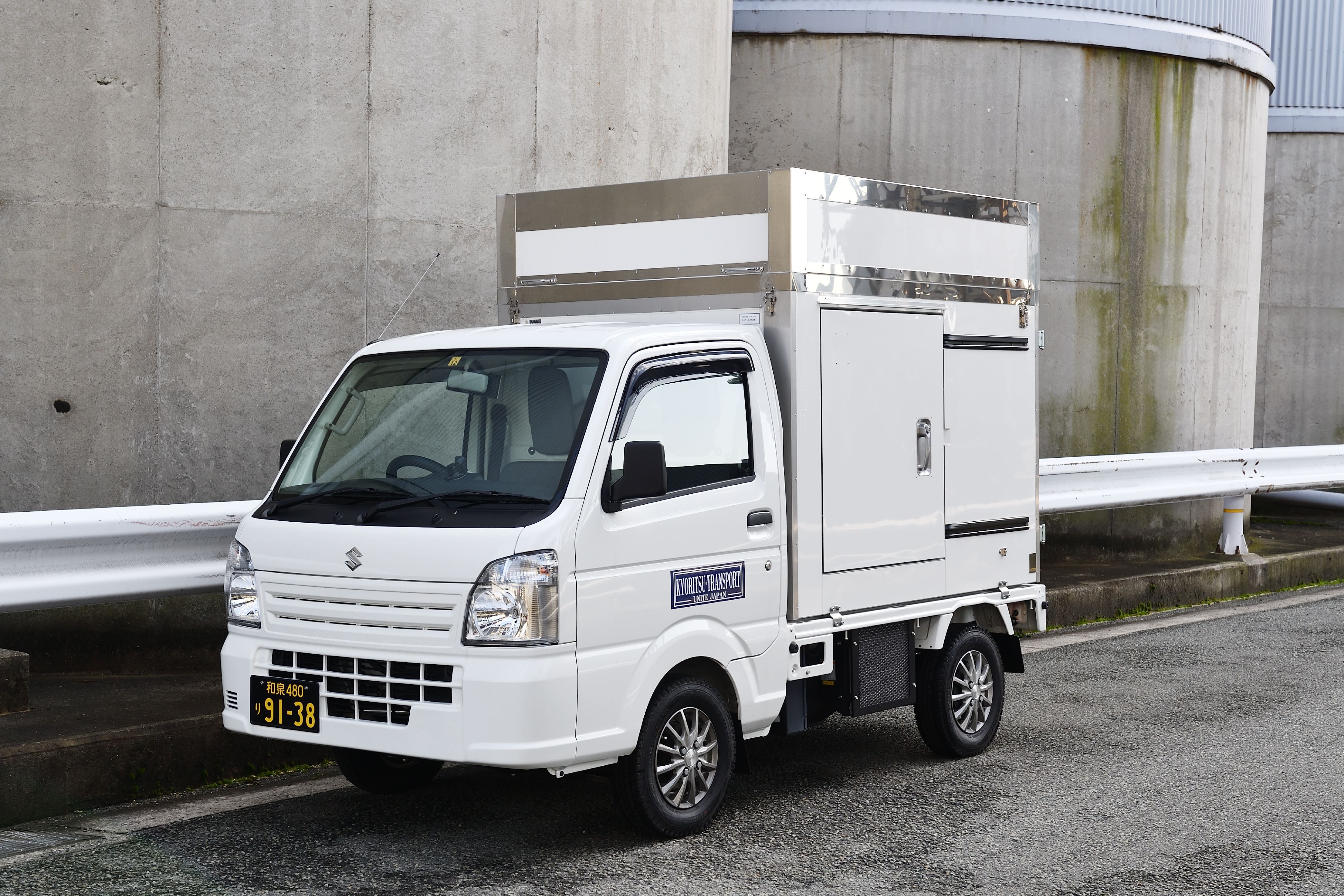

近畿圏を中心に、日本全国でトラック運送事業を行っている。緊急配送・当日配送を得意としており、他にも定期配送や危険物・メディカル輸送、冷蔵冷凍配送、引越し便、一時的に荷物を預かる保管サービスも行っている。
様々な配送シーンに対応できるよう、改造低温冷凍車を開発し販売もしている。
また、運送事業以外にも個人向けサービスとして、廃車引取り（配車らぶ）、水事業（ウォーターネットらぶ）や高齢者安心サポート・水まわりリフォーム（生活らぶ）なども展開している。

## 事業所一覧
- 本社　〒533-0031　大阪府大阪市東淀川区西淡路2丁目13番49号
- 配車センター　〒550-0021　大阪府大阪市西区川口2丁目7番33号　TEL 06-6582-1136　FAX 06-6582-1137
- 大阪中央営業所　〒533-0033　大阪府大阪市東淀川区東中島1丁目17番5号　TEL 06-6990-7955
- 北エリア営業所　〒560-0043　大阪府豊中市待兼山町21-7 メゾンドサクセス101　TEL 06-6850-9666
- 東エリア営業所　〒578-0901　大阪府東大阪市加納7丁目1番36号　TEL 072-875-7228　FAX 06-6582-1137
- 南エリア営業所　〒595-0801　大阪府泉北郡忠岡町高月北2丁目15番30号　TEL 072-546-0444　FAX 072-546-0555
- サテライト和歌山営業所　〒640-8321　和歌山県和歌山市出水97　TEL 073-488-2955　FAX 073-488-2956
- サテライト奈良営業所　〒630-8106　奈良県奈良市佐保台西町16　TEL 0742-72-4038　FAX 0742-72-4039
- 京都営業所　〒612-8455　京都府京都市伏見区中島外島外出町27
- 神戸営業所　〒657-0854　兵庫県神戸市灘区摩耶埠頭　摩耶業務センタービル3階
- 東京営業所　〒101-0032　東京都千代田区岩本町1-3-1　TEL 03-6869-3921　FAX 03-6869-4138